# Ferrocênio
Ferrocênio é o cátion derivado do composto ferroceno.
Tanto no ferroceno (Bis(η5-ciclopentadienil)ferro ou Bis(ciclopentadienil)ferro(II)) quanto no cation ferrocênio (bis(η5-ciclopentadienil)ferro(+1) ou bis(ciclopentadienil)ferro(III)), temos um cátion de Ferro entre dois ânions ciclopentadienil (de carga -1); a diferença é que, no ferroceno, o ferro está no estado de oxidação +2, e no cation ferrocênio, no estado +3.
Sais de ferrocênio são usados às vezes como agentes oxidantes de um só elétron. O produto da oxidação, ferroceno, é inerte e facilmente separado dos produtos iônicos. O par ferroceno/ferrocênio geralmente usado como referência em eletroquímica. Em solução de acetonitrila 0.1 M em NBu4PF6, o par Fc+/0 possui E°red +0.641 V em relação ao eletrodo padrão de hidrogênio.